# Tournoi masculin de hockey sur gazon aux Jeux olympiques d'été de 2012
Cet article traite de l'épreuve masculine. Pour la compétition féminine, voir Tournoi féminin de hockey sur gazon aux Jeux olympiques d'été de 2012.
Navigation
Pékin 2008 Rio de Janeiro 2016
Le tournoi masculin de hockey sur gazon aux Jeux olympiques d'été de 2012 se tient à Londres du 30 juillet au 11 août 2012. Les matchs ont lieu au sein de la Riverbank Arena située dans le parc olympique de Londres.
La médaille d'or revient à l'Allemagne, la médaille d'argent aux Pays-Bas et la médaille de bronze à l'Australie.

## Qualifications
Dans l'épreuve masculine, chaque champion continental reçoit une place aux côtés du pays organisateur: la Grande-Bretagne (ordinairement, l'Angleterre, le Pays de Galles et l'Écosse concourent séparément dans la plupart des compétitions, mais pour ces Jeux olympiques ils envoient une équipe ensemble gérée par la Fédération anglaise de hockey).
En fonction du classement mondial FIH, l'Europe bénéficie de deux places supplémentaires, alors que l'Océanie en bénéficie d'une autre. Les trois dernières places sont attribuées en fonction des tournois de qualification.
| Date                   | Tournoi                                                | Lieu            | Qualifiés                   |
| ---------------------- | ------------------------------------------------------ | --------------- | --------------------------- |
|                        | Organisateur                                           |                 | Royaume-Uni                 |
| 13 au 24 novembre 2010 | Jeux asiatiques de 2010                                | Canton          | Pakistan                    |
| 20 au 28 août 2011     | Championnat d'Europe de hockey sur gazon masculin 2011 | Mönchengladbach | Allemagne Pays-Bas Belgique |
| 2 au 11 septembre 2011 | Tournoi africain de qualification                      | Bulawayo        | Afrique du Sud              |
| 5 au 9 octobre         | Coupe de l'Océanie 2011                                | Hobart          | Australie Nouvelle-Zélande  |
| 19 au 29 octobre 2011  | Jeux panaméricains de 2011                             | Guadalajara     | Argentine                   |
| 15 au 26 février 2012  | Tournoi de qualification olympique n°1                 | New Delhi       | Inde                        |
| 14 au 25 mars 2012     | Tournoi de qualification olympique n°2                 | Dublin          | Corée du Sud                |
| 25 avril au 6 mai 2012 | Tournoi de qualification olympique n°3                 | Kakamigahara    | Afrique du Sud              |
|                        | Meilleure équipe mondiale non-qualifiée                |                 | Espagne                     |

## Format de la compétition
Les douze équipes qualifiées sont réparties en deux poules de six équipes chacune. Au sein de chaque poule, toutes les équipes se rencontrent. Trois points sont attribués pour une victoire, un pour un match nul, et aucun pour une défaite. Les deux premières équipes de chaque poule sont qualifiées pour les demi-finales, les autres participent à un match de classement.
| Poule A             | Poule B              |
| ------------------- | -------------------- |
| Australie (1)       | Allemagne (2)        |
| Grande-Bretagne (4) | Pays-Bas (3)         |
| Espagne (5)         | Corée du Sud (6)     |
| Pakistan (8)        | Nouvelle-Zélande (7) |
| Argentine (9)       | Inde (10)            |
| Afrique du Sud (12) | Belgique (11)        |

## Tour préliminaire
Toutes les heures correspondent au British Summer Time (UTC+1).

### Poule A
Classement
| Rang | Équipe          | Pts | J | V | N | P | BP | BC | Diff |
| ---- | --------------- | --- | - | - | - | - | -- | -- | ---- |
| 1    | Australie       | 11  | 5 | 3 | 2 | 0 | 23 | 5  | +18  |
| 2    | Grande-Bretagne | 9   | 5 | 2 | 3 | 0 | 14 | 8  | +6   |
| 3    | Espagne         | 8   | 5 | 2 | 2 | 1 | 8  | 10 | -2   |
| 4    | Pakistan        | 7   | 5 | 2 | 1 | 2 | 9  | 16 | -7   |
| 5    | Argentine       | 4   | 5 | 1 | 1 | 3 | 10 | 14 | -4   |
| 6    | Afrique du Sud  | 1   | 5 | 0 | 1 | 4 | 11 | 22 | -11  |

|  | Qualifié pour les quarts de finale                                                                                                  |
|  | Dispute les matchs de classements                                                                                                   |
|  | Pts : Points gagnés • J Joués • V : Victoires • N : Matches nuls • P : Perdus BP : Buts pour • BC : Buts contre • Diff : Différence |

Matches
| Pays              | Équipes          | Score            | Équipes          | Pays             |
| Lundi 30 juillet  | Lundi 30 juillet | Lundi 30 juillet | Lundi 30 juillet | Lundi 30 juillet |
| ----------------- | ---------------- | ---------------- | ---------------- | ---------------- |
|                   | Australie        | 6 - 0            | Afrique du Sud   |                  |
|                   | Espagne          | 1 - 1            | Pakistan         |                  |
|                   | Grande-Bretagne  | 4 - 1            | Argentine        |                  |
| Mercredi 1er août |                  |                  |                  |                  |
|                   | Espagne          | 0 – 5            | Australie        |                  |
|                   | Afrique du Sud   | 2 – 2            | Grande-Bretagne  |                  |
|                   | Pakistan         | 2 – 0            | Argentine        |                  |
| Vendredi 3 août   |                  |                  |                  |                  |
|                   | Australie        | 2 – 2            | Argentine        |                  |
|                   | Grande-Bretagne  | 4 – 1            | Pakistan         |                  |
|                   | Afrique du Sud   | 2 – 3            | Espagne          |                  |
| Dimanche 5 août   |                  |                  |                  |                  |
|                   | Pakistan         | 5 – 4            | Afrique du Sud   |                  |
|                   | Grande-Bretagne  | 3 – 3            | Australie        |                  |
|                   | Argentine        | 1 – 3            | Espagne          |                  |
| Mardi 7 août      |                  |                  |                  |                  |
|                   | Australie        | 7 – 0            | Pakistan         |                  |
|                   | Argentine        | 6 – 3            | Afrique du Sud   |                  |
|                   | Espagne          | 1 – 1            | Grande-Bretagne  |                  |

### Poule B
Classement
| Rang | Équipe           | Pts | J | V | N | P | BP | BC | Diff |
| ---- | ---------------- | --- | - | - | - | - | -- | -- | ---- |
| 1    | Pays-Bas         | 15  | 5 | 5 | 0 | 0 | 18 | 7  | +11  |
| 2    | Allemagne        | 10  | 5 | 3 | 1 | 1 | 14 | 11 | +3   |
| 3    | Belgique         | 7   | 5 | 2 | 1 | 2 | 8  | 7  | +1   |
| 4    | Corée du Sud     | 6   | 5 | 2 | 0 | 3 | 9  | 8  | +1   |
| 5    | Nouvelle-Zélande | 5   | 5 | 1 | 2 | 2 | 10 | 14 | -4   |
| 6    | Inde             | 0   | 5 | 0 | 0 | 5 | 6  | 18 | -12  |

|  | Qualifié pour les quarts de finale                                                                                                  |
|  | Dispute les matchs de classements                                                                                                   |
|  | Pts : Points gagnés • J Joués • V : Victoires • N : Matches nuls • P : Perdus BP : Buts pour • BC : Buts contre • Diff : Différence |

Matches
| Pays              | Équipes          | Score            | Équipes          | Pays             |
| Lundi 30 juillet  | Lundi 30 juillet | Lundi 30 juillet | Lundi 30 juillet | Lundi 30 juillet |
| ----------------- | ---------------- | ---------------- | ---------------- | ---------------- |
|                   | Corée du Sud     | 2 – 0            | Nouvelle-Zélande |                  |
|                   | Pays-Bas         | 3 – 2            | Inde             |                  |
|                   | Allemagne        | 2 – 1            | Belgique         |                  |
| Mercredi 1er août |                  |                  |                  |                  |
|                   | Belgique         | 1 – 3            | Pays-Bas         |                  |
|                   | Nouvelle-Zélande | 3 – 1            | Inde             |                  |
|                   | Corée du Sud     | 0 – 1            | Allemagne        |                  |
| Vendredi 3 août   |                  |                  |                  |                  |
|                   | Pays-Bas         | 5 – 1            | Nouvelle-Zélande |                  |
|                   | Allemagne        | 5 – 2            | Inde             |                  |
|                   | Belgique         | 2 - 1            | Corée du Sud     |                  |
| Dimanche 5 août   |                  |                  |                  |                  |
|                   | Nouvelle-Zélande | 1 – 1            | Belgique         |                  |
|                   | Inde             | 1 – 4            | Corée du Sud     |                  |
|                   | Pays-Bas         | 3 – 1            | Allemagne        |                  |
| Mardi 7 août      |                  |                  |                  |                  |
|                   | Corée du Sud     | 2 – 4            | Pays-Bas         |                  |
|                   | Inde             | 0 – 3            | Belgique         |                  |
|                   | Allemagne        | 5 – 5            | Nouvelle-Zélande |                  |

## Matchs de classement
| 11e et 12e places         | Afrique du Sud | 3 - 2   | Inde | Riverbank Arena, Londres |  |
| 11 août 2012 11 h 00 WEST |                | (2 – 1) |      |                          |  |

| 9e et 10e places         | Argentine | 1 - 3   | Nouvelle-Zélande | Riverbank Arena, Londres |  |
| 9 août 2012 11 h 00 WEST |           | (0 – 3) |                  |                          |  |

| 7e et 8e places         | Pakistan | 3 - 2   | Corée du Sud | Riverbank Arena, Londres |  |
| 9 août 2012 8 h 30 WEST |          | (1 – 2) |              |                          |  |

| 5e et 6e places          | Espagne | 1 - 4   | Belgique | Riverbank Arena, Londres |  |
| 11 août 2012 8 h 30 WEST |         | (2 - 5) |          |                          |  |

## Phase finale
|  | Demi-finales            | Demi-finales           |                        |   | Finale                  | Finale                  |
|  | Demi-finales            | Demi-finales           |                        |   | Finale                  | Finale                  |
|  |                         |                        |                        |   |                         |                         |
|  | 9 août 2012 15h30 WEST  | 9 août 2012 15h30 WEST |                        |   | 11 août 2012 20h00 WEST | 11 août 2012 20h00 WEST |
|  | 9 août 2012 15h30 WEST  | 9 août 2012 15h30 WEST |                        |   | 11 août 2012 20h00 WEST | 11 août 2012 20h00 WEST |
|  | Australie               | 2                      |                        |   | 11 août 2012 20h00 WEST | 11 août 2012 20h00 WEST |
|  | Australie               | 2                      |                        |   | 11 août 2012 20h00 WEST | 11 août 2012 20h00 WEST |
|  | Allemagne               | 4                      |                        |   | 11 août 2012 20h00 WEST | 11 août 2012 20h00 WEST |
|  | Allemagne               | 4                      | Allemagne              | 2 |                         |                         |
|  | 9 août 2012 20h00 WEST  |                        | Allemagne              | 2 |                         |                         |
|  |                         | Pays-Bas               | 1                      |   |                         |                         |
|  | Pays-Bas                | Pays-Bas               | 1                      | 9 |                         |                         |
|  | Pays-Bas                |                        |                        | 9 |                         |                         |
|  | Grande-Bretagne         | 2                      |                        |   |                         |                         |
|  | Grande-Bretagne         | 2                      | Match pour la 3e place |   |                         |                         |
|  |                         |                        |                        |   |                         |                         |
|  | 11 août 2012 15h30 WEST |                        |                        |   |                         |                         |
|  |                         |                        |                        |   |                         |                         |
|  | Australie               | 3                      |                        |   |                         |                         |
|  | Australie               | 3                      |                        |   |                         |                         |
|  | Grande-Bretagne         | 1                      |                        |   |                         |                         |
|  | Grande-Bretagne         | 1                      |                        |   |                         |                         |

### Demi-finales
| Demi-finale n°1          | Australie | 2 - 4   | Allemagne | Riverbank Arena, Londres |  |
| 9 août 2012 15 h 30 WEST |           | (1 – 1) |           |                          |  |

| Demi-finale n°2          | Pays-Bas | 9 - 2   | Grande-Bretagne | Riverbank Arena, Londres |  |
| 9 août 2012 20 h 00 WEST |          | (4 – 1) |                 |                          |  |

### Petite finale
| Petite finale             | Australie | 3 - 1   | Grande-Bretagne | Riverbank Arena, Londres |  |
| 11 août 2012 15 h 30 WEST |           | (1 – 1) |                 |                          |  |

### Finale
| Finale                    | Allemagne | 2 - 1   | Pays-Bas | Riverbank Arena, Londres |  |
| 11 août 2012 20 h 00 WEST |           | (1 – 0) |          |                          |  |

## Classement et statistiques

### Classement final
| Médaille d'or      | Allemagne        |
| Médaille d'argent  | Pays-Bas         |
| Médaille de bronze | Australie        |
| 4                  | Grande-Bretagne  |
| 5                  | Belgique         |
| 6                  | Espagne          |
| 7                  | Pakistan         |
| 8                  | Corée du Sud     |
| 9                  | Nouvelle-Zélande |
| 10                 | Argentine        |
| 11                 | Afrique du Sud   |
| 12                 | Inde             |

### Meilleurs buteurs
| Rang | Nom                  | Pays             | Buts |
| ---- | -------------------- | ---------------- | ---- |
| 1    | Mink van der Weerden | Pays-Bas         | 8    |
| 2    | Billy Bakker         | Pays-Bas         | 6    |
| 2    | Jamie Dwyer          | Australie        | 6    |
| 2    | Florian Fuchs        | Allemagne        | 6    |
| 2    | Ashley Jackson       | Grande-Bretagne  | 6    |
| 2    | Roderick Weusthof    | Pays-Bas         | 6    |
| 7    | Tom Boon             | Belgique         | 5    |
| 7    | Christopher Zeller   | Allemagne        | 5    |
| 9    | Jérôme Dekeyser      | Belgique         | 4    |
| 9    | Russell Ford         | Australie        | 4    |
| 9    | Nam Hyun-Woo         | Corée du Sud     | 4    |
| 9    | Gonzalo Peillat      | Argentine        | 4    |
| 9    | Pau Quemada          | Espagne          | 4    |
| 9    | Justin Reid-Ross     | Afrique du Sud   | 4    |
| 9    | Glenn Turner         | Australie        | 4    |
| 9    | Nick Wilson          | Nouvelle-Zélande | 4    |